# Migecianisme
El migecianisme fou un moviment herètic que predicava Migecio l'any 782, professant una doctrina islamitzant encoberta, que condemnava el tracte amb els pagans i defensava la santedat dels cristians, fruit de polèmiques amb musulmans. Sorgí a la província eclesiàstica Bètica, proliferant a Hispània, cap a l’any 777.
La seva doctrina teològica sobre la Santíssima Trinitat, clarament heterodoxa, segons la qual David era Déu Pare, Crist fill de David, i el fill de Déu amb Sant Pau, l'Esperit Sant, estava formada per personatges que entraven perfectament com a tema en el diàleg amb musulmans, adaptant-se als seus interlocutors, encara que sigui per refutar-los, i es pot considerar antecedent de l'adopcionisme, ja que defensa la filiació humana de Jesús, fill de David segons la carn.
A més de predicar altres errors o heretgies com:
- Resistir-se a celebrar la Pasqua en la data posada al concili de Nicea perquè a la Bètica es traslladava del dia 14 de Nissan al 22, i no al 21, dilatant-se així la festa.[4] L’Església intentava evitar el sistema jueu de la Pasqua en la data 14 del Nissan defensat pels bisbes d’Àsia, que al·legaven era la tradició de Sant Joan Evangelista, i perquè la unanimitat a la data entre els cristians era una mostra d’universalitat de l’Església.[5]
- Dogmatitzar que els sacerdots no devien tenir-se per pecadors, i si es confessaven per això, no s’havien d’acostar a l’altar, i per no ser exclòs del ministeri sacerdotal evitava menjar amb els pecadors.[6]
- Practicar dejuni el dissabte, vestigi del període visigot per la convivència de les comunitats cristianes i les jueves.[7]
- Abstenir-se de la ingesta d'animals immundes.
- Considerar la inexistència del lliure albir i de la predestinació.
- Fomentar els matrimonis mixtes, el divorci, el concubinat en els clergues i les ordenacions anticanòniques.[8]
- Opinar que la veritable Església catòlica estava reduïda a la ciutat de Roma per ser la nova Jerusalem, junt amb altres temes de tendències judaïtzants.[6]

El conjunt d'ensenyaments de Migecio l'acosta a l'islam en el monoteisme absolut, però és per oposar-se millor als musulmans, ja que en compte de denigrar-los prefereix mostrar la santedat intrínseca dels cristians, que no haurien de tractar amb ells, precisament per aquesta santedat que posseeixen.
Totes aquestes heretgies posaven en perill les relacions de tolerància religiosa entre els ciutadans mossàrabs, i foren denunciades pel papa Adrià I l’any 782 al bisbe Egila (775-784) juntament amb el prevere Joan, i a tots els bisbes d’Hispània, en les Epístoles 95, 96 i 97 extractades del Còdex Carolingi.
Foren condemnades al concili de Sevilla de 784, denominat Hispanum', i convocat per Elipando (783-808), arquebisbe de Toledo i primat d’Hispània, amb l'objectiu de reprimir als migecians pels errors difosos per Migecio i Egila.